# تیبات
 تیبات  نام روستایی از توابع شهرستان  دِبّاء البیعه  در شبه‌جزیره و استان مسندم در کشور پادشاهی عمان است. این روستا در کرانهٔ دریای عمان واقع شده‌است.

## جمعیت
جمعیت آن ۱۱۵ نفر (۲۵ خانوار) است که از اهل سنت و مالکی مذهب هستند. شغل عمدهٔ مردم روستا کشاورزی و ماهی گیری است. بعضی از مردم نیز دام خانه‌ای نیز دارند.